# أشلي فيكرز
أشلي فيكرز (بالإنجليزية: Ashley Vickers)‏ (14 يونيو 1972 في المملكة المتحدة - ) هو لاعب كرة قدم بريطاني في مركز الدفاع. لعب مع نادي بيتربورو يونايتد ونيوبورت كونتي وهيبريدج سويفتس ونادي ووستر سيتي وEastleigh F.C. ‏ وسانت ألبانز سيتي وDorchester Town F.C. ‏ وداغنهام وريدبريدج ونادي ويموث وMalvern Town F.C. ‏ وThe 61 F.C. (Luton) ‏.

## وصلات خارجية
- أشلي فيكرز على موقع قاعدة بيانات كرة القدم.إي يو (الإنجليزية)
- أشلي فيكرز على موقع Soccerbase.com (لاعب) (الإنجليزية)